# Sydvästra Gotlands Järnvägsaktiebolag
Die Sydvästra Gotlands Järnvägsaktiebolag (SGJ) war eine schwedische Aktiengesellschaft.
Die Gesellschaft wurde gegründet, um die Verlängerung der Bahnstrecke Roma–Klintehamn in Richtung Süden nach Silte und Hablingbo zu planen und zu bauen. Die ersten Gespräche fanden im Jahre 1906 statt. Aber erst 1912 wurde eine Konzession für eine Eisenbahn von Klintehamn nach Hablingbo beantragt. Im Mai 1913 wurde diese für die Strecke Klintehamn–Fröjel–Eksta–Spronge–Silte–Hablingbo bewilligt.
Die Konzession beschrieb eine Strecke mit 891 mm Spurweite und einer Länge von 27 Kilometern, die Bahnstrecke Klintehamn–Hablingbo.
Wiederholt musste die Konzession wegen finanzieller und wirtschaftlicher Schwierigkeiten im Ersten Weltkrieg verlängert werden. Mit einem staatlichen Darlehen begannen die Bauarbeiten 1917 in geringem Umfang, im März 1922 wurden diese erheblich ausgeweitet. Im August 1923 war die Strecke fertiggestellt und im Herbst für die Rübenkampagne verwendet. Am 7. Juni 1924 wurde die Strecke für den allgemeinen Güter- und Personenverkehr eröffnet.
Zum Betrieb der Strecke wurden eine Tenderlokomotive, ein Drehgestellpersonenwagen und 32 zweiachsige Güterwagen, darunter zwei gedeckte Wagen, beschafft. Den Fahrzeugunterhalt übernahm die Klintehamn–Roma Järnväg (KIRJ).
Am 1. Januar 1927 wurde die SGJ wegen akuter finanzieller Probleme von der Klintehamn-Roma Järnvägsaktiebolag übernommen.